# ريدبريج (محطة مترو أنفاق لندن)
ريدبريج (بالإنجليزية: Redbridge) هي إحدى محطات مترو أنفاق لندن. تقع على خط سينترال أفتتحت في المنطقة (Zone) رقم 4 أفتتحت في 14 ديسمبر 1947.